# T249義警式自行防空炮
 T249義警式（英語：T249 Vigilante）是美国的一款原型37毫米自行高射炮（SPAAG），以取代美国陆军服役中、裝上波佛斯40毫米L/60高射砲的M42防空砲車。該系統是由安裝在經加長的M113裝甲運兵車平台以上裝上一門37毫米口徑T250 6管式加特林式机炮所組成。發射37×219毫米SR T68机炮炮彈，亦是目前加特林原理的机炮所發射的最大口徑機炮炮彈。

## 歷史
在1960年代初期，因應美國陸軍的需要，生產六輛T249義警式系統的原型車，分別是三輛機械牽引系統“民團團員A型”和三輛自走式“民團團員B型”。在試驗結束時，儘管計劃大量生產的情況下採用M551「謝里登」輕型戰車的底盤，美國陸軍認為基於槍炮的防空系統已經過時。結果取消了並進一步的研發，以支持仍然未能服役的MIM-46「大槌」面對空导弹系統；而MIM-46「大槌」也被放棄以後轉回採用傳統型M163火神式防空砲車計劃。
1970年代，設計師斯佩里·猶他（Sperry Utah）的工程實驗室後來重新啟用了T249義警式，將其口徑改為35×228毫米歐瑞康／北約口徑机炮炮彈，並將其安裝在M48「巴頓」主力坦克的底盤以上，以參與「部門防空」計劃的競標。然而，它最終敗於福特M247「約克中士」，儘管後者也沒能投入服役。

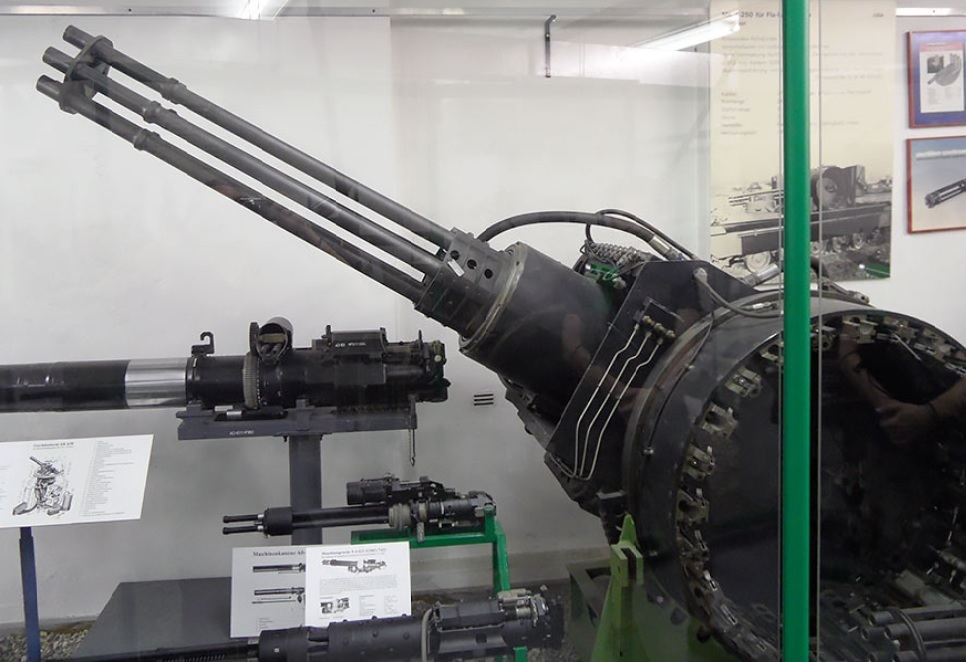
德國聯邦國防軍國防技術博物館展出的T250加特林機炮。

## 研發內容
關於T249義警式及其T250加特林機炮的信息都很少。1956年，T250加特林機炮的概念設計正式開始。雖然這種口徑的火炮的設計通常是由沃特弗利特兵工廠（Watervliet Arsenal）所處理，由於春田兵工廠以前研發出20毫米口徑的T171等小口徑轉管機炮的經驗，他倆承擔了研發的責任。T250是有史以來組裝過最大型的加特林機炮。它的37×219毫米SR T68機炮炮彈是40×311毫米R波佛斯L/60機炮彈殼的縮短和錐狀瓶頸化版本。利用液壓驅動，該加特林機炮可在對地面（特別是對固定的）目標時的120發／分鐘和對空中目標的3,000發／分鐘之間變動。
它裝有一具192發彈鼓，在3,000發／分鐘的模式下的火力持續時間等同於大約5秒鐘。當1962年，春田兵工廠的工程師完成了其研製工作時，其設計移交給沃特弗利特進行生產。斯佩里·猶他的工程實驗室被選中，以將T250加特林機炮與經過改進的M113的底盤整合，這發明就成為了T249。

## 倖存例子
一輛T249義警式目前正在奧克拉荷馬州锡尔堡的美國陸軍砲兵博物館裡展出。這輛樣車以前置於马里兰州阿伯丁的美國陸軍軍械博物館。自2023年7月起，T250格林機炮亦在T249旁展出。T250格林機炮亦在德國科布倫茨的德國聯邦國防軍國防技術博物館展出。

## 資料來源
1. 1 2  .   [2018-05-12]. （原始内容存档于2018-05-13）.
2. ↑  R.P. Hunnicut, Bradley: A History of American Fighting and Support Vehicles, Novato, Presidio Press, 1987, p. 186
3. ↑  最初是八輛，分別四輛機械牽引系統和四輛自走式，然後按類型減至三輛。
4. ↑  R.P. Hunnicut, Bradley: A History of American Fighting and Support Vehicles, Novato, Presidio Press, 1987, p. 187
5. ↑  Andreas Parsch, "General Dynamics MIM-46 Mauler" （页面存档备份，存于）, 2002
6. ↑  Anthony Williams, "The Red Queen and Vigilante" （页面存档备份，存于）

## 外部連結
- （英文）—Information on the Vigilante and Red Queen projects（页面存档备份，存于）
- （英文）—Springfield Armory Museum Collection Record for T250（页面存档备份，存于）
- （简体中文）—D Boy Gun World（槍炮世界）—T250机炮（页面存档备份，存于）